# 孔目
孔目是中國古代官制，初創於唐代。
孔目本是指档案目录。唐代始設有孔目官，嚴莊曾擔任安祿山的孔目官。北宋三馆亦有孔目官。元代，孔目可以左右官府。
明代翰林院下設孔目一員，待詔、孔目雖位卑，但不輕授人，凡居是職者咸知自重。清代時置孔目於翰林院下典簿廳，順治元年（1644年）置漢員一名。十五年定滿、漢各一名，滿員為從九品，漢員為未入流，實屬低級職員。與典簿共掌章奏文移。